# Teheran (serie televisiva)
Teheran (in ebraico טהרן‎?) è una serie televisiva israeliana di spionaggio, creata da Moshe Zonder per il canale israeliano Kan 11 e distribuita dal 25 settembre 2020 da Apple TV+.
Il 26 gennaio 2021 Apple TV+ ha rinnovato la serie per una seconda stagione. L'8 febbraio 2023 è stata rinnovata per una terza stagione, con Hugh Laurie che si unisce al cast.

## Trama
Tamar Rabinyan, nata in Iran ma cresciuta in Israele, è una hacker informatica che lavora per l'agenzia di intelligence israeliana, Mossad. Le viene affidata una missione del tutto nuova: sotto falsa identità dovrà tornare in Iran e manomettere una centrale nucleare iraniana. Durante la missione però, le cose si complicano e Tamar è costretta a fuggire.

## Episodi
| Stagione         | Episodi | Pubblicazione Israele | Pubblicazione Italia |
| ---------------- | ------- | --------------------- | -------------------- |
| Prima stagione   | 8       | 2020                  | 2020                 |
| Seconda stagione | 8       | 2022                  | 2022                 |
| Terza stagione   | 8       | 2024                  |                      |

## Personaggi e interpreti

### Personaggi principali
- Tamar Rabinyan (stagione 1-in corso), interpretata da Niv Sultan, doppiata da Marta Filippi.
Giovane donna ebrea nata in Iran ma cresciuta in Israele, agente del Mossad e hacker.
- Faraz Kamali (stagione 1-in corso), interpretato da Shaun Toub, doppiato da Antonio Palumbo (stagione 2-in corso).
Capo delle indagini del Corpo delle guardie della rivoluzione islamica.
- Milad (stagioni 1-2) interpretato da Shervin Alenabi, doppiato da Stefano Dori.
Fidanzato di Tamar.
- Meir Gorev (stagione 1), interpretato da Menashe Noy, doppiato da Pierluigi Astore.
- Yael Kadosh (stagione 1), interpretata da Liraz Charhi, doppiata da Ilaria Latini.
- Nahid (stagione 2, ricorrente stagione 1), interpretata da Shila Ommi, doppiata da Daniela Di Giusto.
Moglie di Faraz Kamali.
- Peyman Mohammadi (stagione 2), interpretato da Darius Homayoun.
Figlio di Qasem e Fatemeh Mohammadi.
- Marjan Montazeri (stagione 2), interpretata da Glenn Close, doppiata da Angiola Baggi.
Agente britannica del Mossad a Tehran.